# Coleophora medicaginella
Coleophora medicaginella is een vlinder uit de familie van de kokermotten (Coleophoridae). De wetenschappelijke naam van de soort is voor het eerst geldig gepubliceerd in 1944 door mn. Toll.